# Proportionalitetsgrundsætningen
Proportionalitetsgrundsætningen er et juridisk begreb, der oprindeligt stammer fra tysk retsvidenskab i det 17. århundrede. Det tyske proportionalitetsprincip (der Grundsatz der Verhältnismässigkeit) skal regulere de offentlige myndigheders mulighed for at gribe ind i borgernes grundlæggende friheder, fx ejendomsrettens ukrænkelighed. Princippet anses i tysk ret for at være en almindelig retsgrundsætning, og er udledt på baggrund af retsstatsprincippet, grundrettigheder og den tyske grundlov.
Ofte adskilles grundsætningen fra princippet, da de har forskellige betydninger, men også mange lighedspunkter.
Princippet er primært udviklet gennem retspraksis, men har i nyere retsvidenskab optaget en central rolle i udarbejdelsen af love. Grundsætningen har betydning inden for strafferet, men er desuden et begreb med betydning for forvaltnings-, folke- og international ret. I EU-retten har princippet også en helt central placering, og er præget af domspraksis ved EU-domstolen.
I dansk ret forstås proportionalitetsgrundsætningen sådan, at der der være overensstemmelse mellem formål og midler; dvs. at midler skal være nødvendige og egnede til at opnå formålet. Proportionalitetsgrundsætningen formulerer en pligt at vælge det mindst mulige indgreb til at opnå indgrebet formål.

## Eksempel
I Strafferetsplejeudvalgets betænkning nr. 1358 om varetægtsfængsling i isolation står i afsnit 8.3.3.:
"For alle straffeprocessuelle tvangsindgreb gælder en proportionalitetsgrundsætning, hvorefter et indgreb ikke må foretages, såfremt det formål, der tilsigtes opnået ved indgrebet, kan tilgodeses ved mindre indgribende foranstaltninger, eller såfremt den ulempe, indgrebet medfører for den person, der rammes deraf, ikke står i rimeligt forhold til indgrebets betydning for efterforskningen, til sagens betydning eller til den retsfølge, der kan ventes, hvis sigtede findes skyldig."